# Liste der Gemeindeverbände im Département Ille-et-Vilaine
Das Département Ille-et-Vilaine liegt in der Region Bretagne in Frankreich. Es untergliedert sich in 18 Gemeindeverbände.
Siehe auch: Liste der Gemeinden im Département Ille-et-Vilaine

## Gemeindeverbände

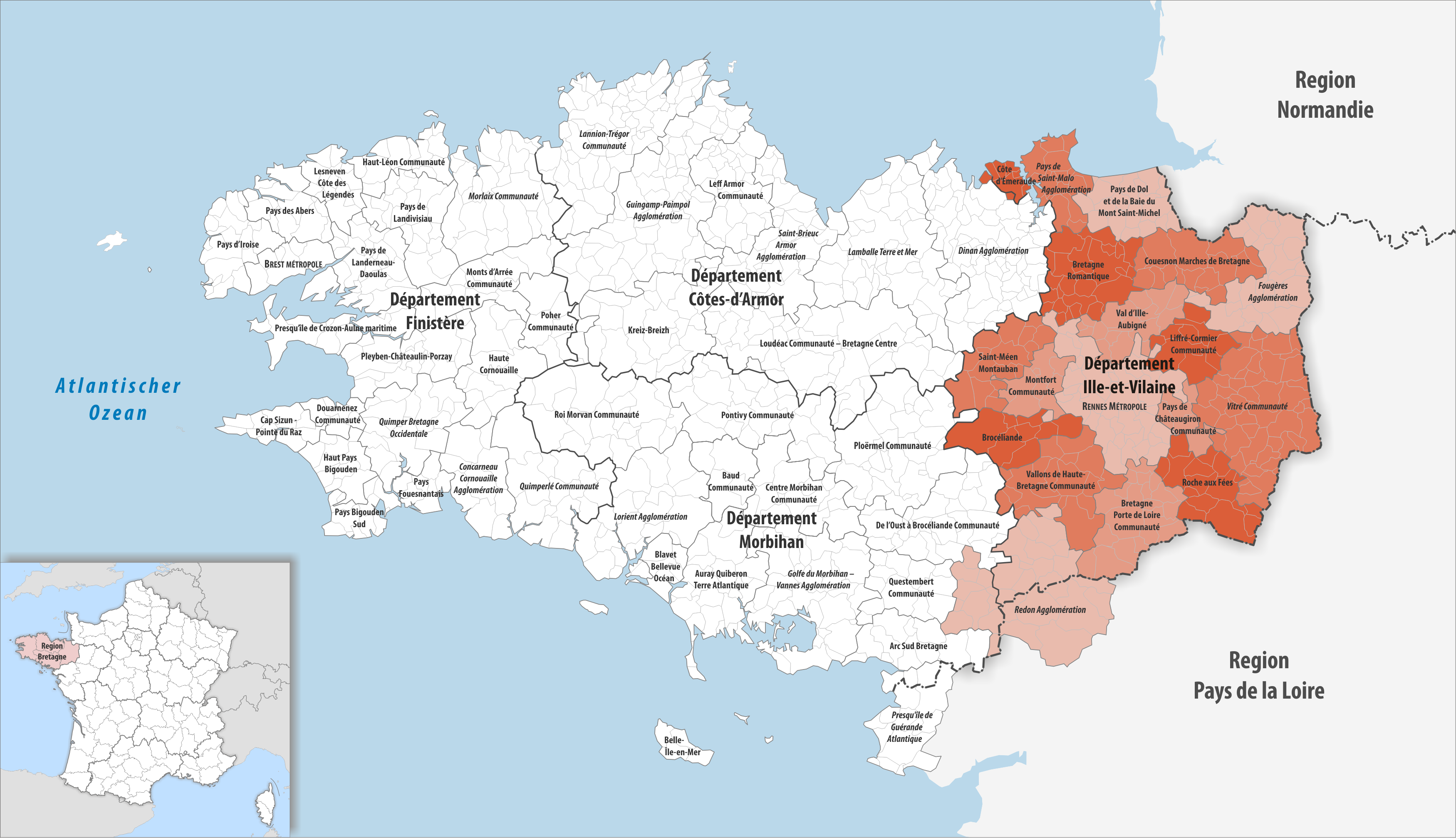
Gemeindeverbände im Département Ille-et-Vilaine

| Gemeindeverband                                | Gemeinden im Départ./Verband | Einwohner 1. Januar 2022 | Fläche km² | Dichte Einw./km² | SIREN- Nummer | Rechtsform                 | Gründungsdatum    |
| ---------------------------------------------- | ---------------------------- | ------------------------ | ---------- | ---------------- | ------------- | -------------------------- | ----------------- |
| Bretagne Porte de Loire Communauté             | 20/20                        | 32.801                   | 461,85     | 71               | 200 070 662   | Communauté de communes     | 9. Dezember 2016  |
| Bretagne Romantique                            | 25/25                        | 36.515                   | 440,55     | 83               | 243 500 733   | Communauté de communes     | 6. Dezember 1995  |
| Brocéliande Communauté                         | 8/8                          | 18.987                   | 296,86     | 64               | 243 500 618   | Communauté de communes     | 3. Dezember 1993  |
| Côte d’Émeraude                                | 6/8                          | 28.799                   | 73,73      | 391              | 243 500 725   | Communauté de communes     | 10. Oktober 1996  |
| Couesnon Marches de Bretagne                   | 15/15                        | 21.947                   | 397,54     | 55               | 200 070 688   | Communauté de communes     | 12. Dezember 2016 |
| Fougères Agglomération                         | 28/28                        | 56.226                   | 538,65     | 104              | 200 072 452   | Communauté d’agglomération | 6. Dezember 2016  |
| Liffré-Cormier Communauté                      | 9/9                          | 28.241                   | 252,25     | 112              | 243 500 774   | Communauté de communes     | 10. April 2000    |
| Montfort Communauté                            | 8/8                          | 26.422                   | 194,48     | 136              | 243 500 550   | Communauté de communes     | 14. Dezember 1992 |
| Pays de Châteaugiron Communauté                | 5/5                          | 27.986                   | 129,61     | 216              | 243 500 659   | Communauté de communes     | 30. Dezember 1993 |
| Pays de Dol et de la Baie du Mont Saint-Michel | 19/19                        | 23.907                   | 321,68     | 74               | 200 070 670   | Communauté de communes     | 9. Dezember 2016  |
| Pays de Saint-Malo Agglomération               | 18/18                        | 86.484                   | 245,50     | 352              | 243 500 782   | Communauté d’agglomération | 1. Januar 2001    |
| Redon Agglomération                            | 12/31                        | 67.121                   | 990,93     | 68               | 243 500 741   | Communauté d’agglomération | 29. April 1996    |
| Rennes Métropole                               | 43/43                        | 473.973                  | 704,94     | 672              | 243 500 139   | Métropole                  | 31. Dezember 1999 |
| Roche aux Fées Communauté                      | 16/16                        | 27.025                   | 369,31     | 73               | 243 500 634   | Communauté de communes     | 24. Dezember 1993 |
| Saint-Méen Montauban                           | 17/17                        | 27.350                   | 352,29     | 78               | 200 038 990   | Communauté de communes     | 1. Januar 2014    |
| Val d’Ille-Aubigné                             | 19/19                        | 38.971                   | 297,94     | 131              | 243 500 667   | Communauté de communes     | 31. Dezember 1993 |
| Vallons de Haute-Bretagne Communauté           | 18/18                        | 45.066                   | 504,41     | 89               | 200 043 990   | Communauté de communes     | 17. Dezember 2013 |
| Vitré Communauté                               | 46/46                        | 82.956                   | 867,66     | 96               | 200 039 022   | Communauté d’agglomération | 1. Januar 2014    |